# Bullet Witch
Bullet Witch (バレットウィッ Barettouicchi) es un videojuego de disparos en tercera persona desarrollado por Cavia inc. y publicado por AQ Interactive inicialmente para la consola Xbox 360. Fue puesto a la venta en Japón el 27 de julio de 2006, en América del Norte el 27 de febrero de 2007, y en Europa el 9 de marzo de 2007 distribuido por Atari con los textos traducidos en inglés, francés, italiano, alemán y castellano. El juego no incluye un modo "Multijugador", pero los jugadores pueden participar en una competición de ranking por puntuación vía Xbox live. Posee una serie de contenido descargable que incluye trajes y nuevas misiones fuera de la historia principal. El 25 de abril de 2018 se publicó una versión oficial para Windows, a través de Steam.

## Sinopsis
La historia toma lugar en un alternativo 2013. El planeta Tierra ha sufrido varios desastres y enfermedades víricas, y como colofón, se ha producido una invasión demoníaca. La raza humana está al borde de la extinción total. Una misteriosa bruja, que responde al nombre de Alicia, aparece en escena y se convierte en la única esperanza para la humanidad.

## Sistema de juego
Bullet Witch se juega como un shooter en tercera persona, el jugador controla a Alicia y la cámara casi siempre está situada encima de su hombro derecho. La salud y maná (cuyos indicadores aparecen en la parte superior derecha de la pantalla) están en constante regeneración, aunque si el jugador recibe golpes y efectúa hechizos, los niveles máximos de éstos se van mermando. El nivel máximo para la salud poco a poco regresa a su valor máximo, mientras que el de maná se restablece matando enemigos.
Después de finalizar cada nivel, se hace un repaso del número de muertes, número de veces que tuvo que reiniciar desde un puesto de control, y el tiempo que llevó completar el nivel. Cuanta mejor puntuación obtenga, más puntos de habilidad recibirá para invertir en desbloquear nuevos hechizos y transformaciones para su arma y mejoras en la misma, así como aumentar el indicador de salud y maná. Estas mejoras son válidas para todos los modos de juego, lo que permite al jugador mejorar los atributos de Alicia en niveles bajos de dificultad para prepararse para, posteriormente, afrontar con menos problemas los niveles más altos de dificultad.
El arma principal de Alicia es un báculo que posee cuatro modos diferentes de disparo. La ametralladora es el modo por defecto disponibles desde el principio, y el jugador puede utilizar puntos de habilidad para desbloquear la escopeta, el fusil, y el cañón Gatling. Alicia puede recargar el arma manualmente pero, al hacerlo, consume un poco de maná.
El jugador tiene acceso a nueve hechizos diferentes, que pueden mejorarse hasta tres niveles, a través de un menú radial de acceso rápido. Tres de los hechizos deben ser desbloqueado por el jugador utilizando puntos de habilidad. Los tres hechizos más poderosos (Trueno, Tornado, y Meteoro) se desbloquean a través del avance de la historia. Estos tres hechizos son los únicos que no se pueden mejorar con puntos de habilidad.
El contenido descargable añade nuevos trajes para Alicia, así como nuevas misiones libres que no están relacionadas con la historia principal (aunque los escenarios sí que pertenecen a ella). Los nuevos trajes son Bruja Blanca, Secretaria, Colegiala, y Hada. Los trajes son gratuitos, pero las misiones adicionales cuestan 0,24€ cada una.

## Personajes
- Alicia Claus (voz de Sarah Natochenny): Una joven y hermosa bruja que se encuentra en una misión para derrotar a los demonios. Porta una enorme arma conocida como la "Gunrod", de aspecto similar a una escoba, y es capaz de efectuar poderosos hechizos capaces de alterar la naturaleza. La razón por la que ella posee las mismas facultades que los demonios y aun así lucha contra ellos sigue siendo un misterio. Apareció desnuda en la Revista Playboy en 2006 en el reportaje "Mujeres en los videojuegos".[1]
- Darkness: (voz de Rodger Parsons): Un demonio sin forma que se esconde en la conciencia de Alicia. Él la ayuda desbloqueando nuevos hechizos y aconsejándola durante la historia. Su actitud arrogante se pone de manifiesto a través de sus comentarios desagradables respecto a los seres humanos, pero para Alicia es un socio insustituible y la única criatura en la que puede confiar.

## Recepción
Bullet Witch recibió críticas notablemente variables. En Metacritic el juego posee una puntuación de 55 / 100. IGN puntuó el juego con un 4 / 10, con el comentario "La IA de los enemigos es atroz, la detección de colisiones es impredecible, y el juego cae en momentos frustrantes con demasiada frecuencia. Incluso si puedes pasar por alto estos problemas, Bullet Witch es demasiado corto".
La revista web de habla hispana Meristation, sin embargo, fueron más benévolos, ya que puntuó el juego con un 6 / 10, y lo criticaron como "excesivamente corto". También señalaron el problema con los ataques cuerpo a cuerpo de Alicia (poco precisos), y la lentitud del giro de cámara. Sin embargo, dejaron bastante claro que es un título muy divertido de jugar y destacaron, especialmente, es diseño de Alicia.